# Jasmine Nwajei
Jasmine Iffoema Nwajei, née le 2 février 1995 à Rockaway Park, est une joueuse américano-nigériane de basket-ball évoluant au poste d'arrière.

## Carrière
Elle évolue sous les couleurs des États-Unis lors de la Coupe William Jones en 2015.
Elle remporte avec l'équipe du Nigeria le Championnat d'Afrique féminin de basket-ball 2019.
Elle évolue en club aux Wagner Seahawks, à l'Orange de Syracuse et au First Bank BC.